# Município de Rice (condado de Sandusky, Ohio)
O município de Encrespe (em inglês: Encrespe Township) é um município localizado no condado de Sandusky no estado estadounidense de Ohio. No ano de 2010 tinha uma população de 1.370 habitantes e uma densidade populacional de 22,78 pessoas por km².

## Geografia
O município de Encrespe encontra-se localizado nas coordenadas 41° 26′ 16″ N, 83° 06′ 49″ O. Segundo a Departamento do Censo dos Estados Unidos, o município tem uma superfície total de 60.13 km², da qual 55,94 km² correspondem a terra firme e (6,97 %) 4,19 km² é água.

## Demografia
Segundo o censo de 2010, tinha 1.370 habitantes residindo no município de Encrespe. A densidade populacional era de 22,78 hab./km². Dos 1.370 habitantes, o município de Encrespe estava composto pelo 92,26 % brancos, o 1,97 % eram afroamericanos, o 0,36 % eram amerindios, o 0,29 % eram asiáticos, o 3,43 % eram de outras raças e o 1,68 % eram de uma mistura de raças. Do total da população o 8,32 % eram hispanos ou latinos de qualquer raça.